# Нижнесаитово
Нижнесаитово (баш. Түбәнге Сәйет) — деревня в Кушнаренковском районе Башкортостана, входит в состав Бакаевского сельсовета.

## История
В «Списке населенных мест по сведениям 1870 года», изданном в 1877 году, населённый пункт упомянут как деревня Нижне-Сеитова 2-го стана Уфимского уезда Уфимской губернии. Располагалась при речке Чермасане, по левую сторону Сибирского почтового тракта из Уфы, в 60 верстах от уездного и губернского города Уфы и в 35 верстах от становой квартиры в деревне Воецкая (Акбашева). В деревне, в 37 дворах жили 399 человек (202 мужчины и 197 женщин, башкиры, тептяри), была мечеть.

## Население
| 2002 | 2009 | 2010 |
| ---- | ---- | ---- |
| 141  | ↘125 | ↘106 |

Национальный состав
Согласно переписи 2002 года, преобладающие национальности —  башкиры (59 %), татары (37 %).

## Географическое положение
Расстояние до:
- районного центра (Кушнаренково): 27 км,
- центра сельсовета (Бакаево): 3 км,
- ближайшей ж/д станции (Уфа): 70 км.

## Достопримечательности
- 13 сентября 2014 г. в 1,5 км к западу от села модераторами башкирского общереспубликанского сообщества «102» установлен памятный знак в точке с географическими координатами 55°00’00" северной широты 55°00’00" восточной долготы. Он выполнен в виде указателя направлений и расстояний до столиц стран, входящих в международные альянсы ШОС и БРИКС, встреча лидеров которых проходила Уфе в июле 2015 года[6].